# Sławomir Fundowicz
Sławomir Wojciech Fundowicz (ur. 22 sierpnia 1964 w Starachowicach) – polski duchowny katolicki, doktor habilitowany nauk prawnych, profesor nadzwyczajny Katolickiego Uniwersytetu Lubelskiego Jana Pawła II.

## Życiorys
W 1994 ukończył studia na Wydziale Prawa, Prawa Kanonicznego i Administracji Katolickiego Uniwersytetu Lubelskiego Jana Pawła II. W 1994 rozpoczął pracę na tym wydziale. W 1998 uzyskał tam stopień naukowy doktora na podstawie rozprawy pt. Osoby prawne prawa publicznego w prawie niemieckim napisanej pod kierunkiem Wojciecha Łączkowskiego.
Został profesorem w Katedrze Prawa Wydziału Ekonomicznego Uniwersytetu Technologiczno-Humanistycznego im. Kazimierza Pułaskiego w Radomiu, profesorem i kierownikiem katedry prawa administracyjnego na Katolickim Uniwersytecie Lubelskim, 
Do listopada 2013 r. był kanclerzem kurii diecezjalnej w Radomiu. Od tego czasu jest proboszczem parafii Przytyk i jednocześnie dziekanem dekanatu przytyckiego. Obowiązki duszpasterskie łączy z pracą naukowo-dydaktyczną. Pełni również funkcje wikariusza biskupiego do spraw prawno-administracyjnych i promotora sprawiedliwości Sądu Kościelnego diecezji radomskiej. 
Do roku akademickiego 2007/2008 prowadził także wykłady w Wyższej Szkole Handlowej w Radomiu. 1 lipca 2008 został powołany na członka Rady Legislacyjnej przy Prezesie Rady Ministrów.
Opublikował kilkadziesiąt artykułów fachowych i kilka książek, m.in. "Sekularyzacja dóbr kościelnych po powstaniu styczniowym na przykładzie Diecezji Sandomierskiej (1988), "System egzekucji administracyjnej" (z J. Niczyporukiem, 2004), "Decentralizacja administracji publicznej w Polsce" (2005).